# Aleksandra Rosiak
Aleksandra Rosiak (født 7. juli 1997) er en kvindelig polsk håndboldspiller, som spiller for MKS Lublin i Polem og Polens kvindehåndboldlandshold.
Hun deltog ved EM 2018 i Frankrig og EM 2020 i Danmark. Hun var med igen ved VM i håndbold 2021 i Spanien og VM i håndbold 2023 i Danmark/Norge/Sverige.